# Louis Dumont
Louis Charles Jean Dumont (* 19. August 1911 in Thessaloniki; † 19. November 1998 in Paris) war ein französischer Anthropologe und Ethnologe. Sein Spezialgebiet waren die Kulturen und Gesellschaften Indiens, doch er beschäftigte sich ebenso mit der westlichen Sozialphilosophie und Ideologie.
Dumonts Arbeiten umfassen Schriften über Philosophie, Geschichte, Rechtswissenschaft, Politikwissenschaft, Soziologie und Anthropologie. Er ist Preisträger des Premio Amalfi (1991 für l’Idéologie allemande). Er wirkte als Hochschullehrer sowohl an der University of Oxford, als auch der École des hautes études en sciences sociales in Paris.

## Leben
Dumont war Schüler von Marcel Mauss in Paris. 1945 trat er ins Musée national des arts et des traditions populaires ein. 1948 begann er Feldstudien bei den Pramalai Kallar in Südindien, über die er 1957 in Une sous-caste de l’Inde du sud. Organisation sociale et religion des Pramalai Kallar schrieb. 1951 verfasste er eine Analyse aus religionsanthropologischer Perspektive über Tarasque, La Tarasque: essai de description d’un fait local d’un point de vue ethnographique.
Zwischen 1951 und 1955 lehrte Dumont an der Oxford University, 1955 wurde er Direktor des École des Hautes Études en Sciences Sociales. In der Folgezeit hatte Dumont mehrmals Studienaufenthalte in Uttar Pradesh. 1978 wurde er in die American Academy of Arts and Sciences sowie in die British Academy aufgenommen.

## Ansichten und Thesen
Dumonts theoretische Arbeiten trugen zum Verständnis der Dimensionen hierarchischer Beziehungen bei. Dumont vermutete, dass hinter jeder Unterscheidung, hinter jedem Gegensatzpaar eine Hierarchie zu finden sei. Dumonts Werk zum indischen Kastenwesen zeugt dabei von strukturalistischem Gedankengut. Dumont erarbeitete auch Thesen zur westlichen Gesellschaft, insbesondere zum Individualismus, und zur Allianztheorie.

## Schriften
- La Tarasque: essai de description d’un fait local d’un point de vue ethnographique. Gallimard, Paris 1957.
- Une sous-caste de l’Inde du sud. Organisation sociale et religion des Pramalai Kallar. Mouton, La Haye-Paris 1964.
- La civilisation indienne et nous: esquisse de sociologie comparée. Armand Colin, Paris 1967.
- Homo hierarchicus. Essai sur le système des castes. Gallimard, Paris 1971.
  - Gesellschaft in Indien: Die Soziologie des Kastenwesens. Übers. von Margarete Venjakob. Europaverlag, Wien 1976 (Homo hierarchicus, dt.)
- Introduction à deux théories d’anthropologie sociale: groupes de filiation et alliance de mariage. Mouton, Paris-La Haye 1971.
- Homo Æqualis I: genèse et épanouissement de l’idéologie économique; II: l’Idéologie allemande. Gallimard/BSH, Paris 1978.
- Essais sur l’individualisme. Une perspective anthropologique sur l’idéologie moderne. Le Seuil, Paris 1985.